# SBS Drama Awards
O SBS Drama Awards (hangul: SBS 연기대상; rr: SBS Yeon-gi Daesang), também conhecido como SBS Awards Festival, é uma cerimônia de premiação apresentada anualmente pelo Seoul Broadcasting System (SBS) que honra dramas coreanos notáveis exibidos em sua rede. É realizada anualmente em 31 de dezembro. A maior honra da cerimônia é o "Grande Prêmio" (hangul: 대상; rr: Daesang), concedido ao melhor ator ou atriz do ano.

## Grande Prêmio (Daesang)
| N° | Ano  | Vencedor(a)                  | Drama                        | Ref.          |
| -- | ---- | ---------------------------- | ---------------------------- | ------------- |
| 1  | 1993 | Lee Mi-sook                  | How's Your Husband?          |               |
| 2  | 1994 | Choi Myung-gil               | Marriage                     |               |
| 3  | 1995 | Choi Min-soo                 | Sandglass                    |               |
| 4  | 1996 | Park Geun-hyung              | The Brothers' River          |               |
| 5  | 1997 | —                            | —                            |               |
| 6  | 1998 | Kim Hee-sun                  | Mister Q                     |               |
| 7  | 1999 | Shim Eun-ha                  | Trap of Youth                |               |
| 8  | 2000 | Go Doo-shim                  | Virtue                       |               |
| 9  | 2001 | Kang Soo-yeon, Jeon In-hwa   | Ladies of the Palace         |               |
| 10 | 2002 | Ahn Jae-mo                   | Rustic Period                |               |
| 11 | 2003 | Lee Byung-hun                | All In                       |               |
| 12 | 2004 | Park Shin-yang, Kim Jung-eun | Lovers in Paris              |               |
| 13 | 2005 | Jeon Do-yeon                 | Lovers in Prague             |               |
| 14 | 2006 | Han Hye-sook                 | Dear Heaven                  | [ 1 ]         |
| 15 | 2007 | Park Shin-yang               | War of Money                 | [ 2 ]         |
| 15 | 2007 | Kim Hee-ae                   | My Husband's Woman           | [ 2 ]         |
| 16 | 2008 | Moon Geun-young              | Painter of the Wind          | [ 3 ]         |
| 17 | 2009 | Jang Seo-hee                 | Temptation of Wife           | [ 4 ]         |
| 18 | 2010 | Go Hyun-jung                 | Daemul                       | [ 5 ]         |
| 19 | 2011 | Han Suk-kyu                  | Deep Rooted Tree             | [ 6 ]         |
| 20 | 2012 | Son Hyun-joo                 | The Chaser                   | [ 7 ]         |
| 21 | 2013 | Lee Bo-young                 | I Can Hear Your Voice        | [ 8 ]         |
| 22 | 2014 | Jun Ji-hyun                  | My Love from the Star        | [ 9 ]         |
| 23 | 2015 | Joo Won                      | Yong-pal                     | [ 10 ]        |
| 24 | 2016 | Han Suk-kyu                  | Romantic Doctor, Teacher Kim | [ 11 ]        |
| 25 | 2017 | Ji Sung                      | Defendant                    | [ 12 ] [ 13 ] |
| 26 | 2018 | Kam Woo-sung                 | Should We Kiss First?        |               |
| 26 | 2018 | Kim Sun-ah                   | Should We Kiss First?        |               |
| 27 | 2019 | Kim Nam-gil                  | The Fiery Priest             |               |
| 28 | 2020 | Namkoong Min                 | Hot Stove League             |               |
| 29 | 2021 | Kim So-yeon                  | The Penthouse: War in Life   | [ 14 ]        |
| 30 | 2022 | Kim Nam-gil                  | Through the Darkness         |               |

## Prêmio Especial da SBS
| Ano  | Vencedor     | Drama                       |
| ---- | ------------ | --------------------------- |
| 2013 | Jo In-sung   | That Winter, the Wind Blows |
| 2014 | Lee Jong-suk | Pinocchio, Doctor Strange   |

## Prêmios de Alta Excelência em Atuação

### Melhor Ator
| Ano  | Vencedor        | Drama                                             |
| ---- | --------------- | ------------------------------------------------- |
| 1996 | Lee Jung Gil    | Beginning of Happiness                            |
| 1998 | Kim Min Jong    | Mister Q                                          |
| 1999 | Lee Geung-young | Love Story: Rose, Crystal                         |
| 2000 | Parque In-hwan  | Wang Rung's Land                                  |
| 2001 | Cho Jae Hyun    | Piano                                             |
| 2002 | Jang Hyuk       | Great Ambition, Successful Story of a Bright Girl |
| 2003 | Cha In-pyo      | Perfect Love                                      |
| 2004 | Jo In-sung      | Something Happened in Bali                        |
| 2005 | Kim Joo Hyuk    | Lovers in Prague                                  |
| 2006 | Kim Kap-soo     | Yeon Gaesomun                                     |
| 2007 | Jun Kwang-ryul  | The King and I                                    |
| 2008 | Lee Joon-gi     | Iljimae                                           |
| 2009 | So Ji-sub       | Cain and Abel                                     |

### Melhor Atriz
| Ano  | Vencedora     | Drama                      |
| ---- | ------------- | -------------------------- |
| 1996 | Lee Hwi-hyang | The Beginning of Happiness |
| 1998 | Lee Young-ae  | Romance                    |
| 1999 | Kim Young-ae  | Waves                      |
| 2000 | Chae Shi-ra   | Cheers for Women           |
| 2001 | Do Ji-won     | Ladies of the Palace       |
| 2002 | Jeon Do-yeon  | Shoot for the Stars        |
| 2003 | Song Hye-kyo  | All In                     |
| 2004 | Ha Ji-won     | Something Happened in Bali |
| 2005 | Kim Mi-sook   | Queen's Conditions         |
| 2006 | Son Ye-jin    | Alone in Love              |
| 2007 | Lee Yo-won    | Surgeon Bong Dal-hee       |
| 2007 | Park Jin-hee  | War of Money               |
| 2008 | Kim Ha-neul   | On Air                     |
| 2008 | Song Yun-ah   | On Air                     |
| 2009 | Kim Mi-sook   | Brilliant Legacy           |

### Melhor Ator em Minissérie
| Ano  | Vencedor     | Drama                  |
| ---- | ------------ | ---------------------- |
| 2012 | Lee Min-ho   | Faith                  |
| 2013 | So Ji-sub    | Master's Sun           |
| 2014 | Park Yoochun | Three Days             |
| 2015 | Park Yoochun | A Girl Who Sees Smells |
| 2019 | Lee Seung-gi | Vagabond               |

### Melhor Atriz em Minissérie
| Ano  | Vencedora     | Drama                       |
| ---- | ------------- | --------------------------- |
| 2012 | Jung Ryeo-won | History of a Salaryman      |
| 2013 | Song Hye-kyo  | That Winter, the Wind Blows |
| 2014 | Gong Hyo-jin  | It's Okay, That's Love      |
| 2015 | Kim Tae-hee   | Yong-pal                    |
| 2019 | Bae Suzy      | Vagabond                    |

### Melhor Ator em Drama de Média Duração
| Ano  | Vencedor      | Drama                          |
| ---- | ------------- | ------------------------------ |
| 2010 | Hyun Bin      | Secret Garden                  |
| 2010 | Kwon Sang-woo | Daemul                         |
| 2011 | Ji Sung       | Protect the Boss               |
| 2011 | Lee Min-ho    | City Hunter                    |
| 2012 | So Ji-sub     | Phantom                        |
| 2013 | Lee Min-ho    | The Heirs                      |
| 2014 | Kim Soo-hyun  | My Love from the Star          |
| 2015 | Yoo Jun-sang  | Heard It Through the Grapevine |
| 2015 | Cho Jae-hyun  | Punch                          |
| 2019 | Jo Jung-suk   | Nokdu Flower                   |
| 2020 | Uhm Ki-joon   | The Penthouse: War in Life     |

### Melhor Atriz em Drama de Média Duração
| Ano  | Vencedora      | Drama                      |
| ---- | -------------- | -------------------------- |
| 2010 | Ha Ji-won      | Secret Garden              |
| 2011 | Choi Kang-hee  | Protect the Boss           |
| 2012 | Han Ji-min     | Rooftop Prince             |
| 2013 | Lee Yo-won     | Empire of Gold             |
| 2014 | Park Shin-hye  | Pinocchio                  |
| 2015 | Choi Myung-gil | Punch                      |
| 2019 | Lee Hanee      | The Fiery Priest           |
| 2020 | Kim So-yeon    | The Penthouse: War in Life |
| 2020 | Eugene         | The Penthouse: War in Life |
| 2020 | Lee Ji-ah      | The Penthouse: War in Life |

### Melhor Ator em Planejamento Especial de Drama
| Ano  | Vencedor     | Drama                    |
| ---- | ------------ | ------------------------ |
| 2010 | Lee Beom-soo | Giant                    |
| 2011 | Jang Hyuk    | Midas                    |
| 2011 | Kim Rae-won  | A Thousand Days' Promise |

### Melhor Atriz em Planejamento Especial de Drama
| Ano  | Vencedora    | Drama                    |
| ---- | ------------ | ------------------------ |
| 2010 | Kim Jung-eun | I Am Legend              |
| 2011 | Soo Ae       | A Thousand Days' Promise |

### Melhor Ator em Série de Drama
| Ano  | Vencedor       | Drama                          |
| ---- | -------------- | ------------------------------ |
| 2010 | Son Hyun-joo   | Definitely Neighbors           |
| 2011 | Lee Dong-wook  | Scent of a Woman               |
| 2012 | Jang Dong-gun  | A Gentleman's Dignity          |
| 2013 | Jun Kwang-ryul | Passionate Love                |
| 2014 | Lee Je-hoon    | Secret Door                    |
| 2015 | Yoo Ah-in      | Six Flying Dragons             |
| 2016 | Jang Keun-suk  | Jackpot                        |
| 2019 | Seo Do-young   | Gangnam Scandal, Want a Taste? |

### Melhor Atriz em Série de Drama
| Ano  | Vencedora      | Drama                 |
| ---- | -------------- | --------------------- |
| 2010 | Yoo Ho-jeong   | Definitely Neighbors  |
| 2011 | Kim Sun-a      | Scent of a Woman      |
| 2012 | Kim Ha-neul    | A Gentleman's Dignity |
| 2013 | Nam Sang-mi    | Goddess of Marriage   |
| 2014 | Hwang Jung-eun | Endless Love          |
| 2015 | Kim Hyun-joo   | I Have a Lover        |
| 2016 | Kim Hae-sook   | Yes, That's How It Is |
| 2019 | Shim Yi-young  | Want a Taste?         |

### Melhor Ator em Drama de Fantasia
| Ano  | Vencedor    | Drama                  |
| ---- | ----------- | ---------------------- |
| 2016 | Kim Rae-won | The Doctors            |
| 2016 | Lee Min-ho  | Legend of the Blue Sea |

### Melhor Atriz em Drama de Fantasia
| Ano  | Vencedora     | Drama       |
| ---- | ------------- | ----------- |
| 2016 | Park Shin-hye | The Doctors |

### Melhor Ator em Drama de Comédia Romântica
| Ano  | Vencedor     | Drama               |
| ---- | ------------ | ------------------- |
| 2016 | Jo Jung-suk  | Jealousy Incarnate  |
| 2016 | Namkoong Min | Beautiful Gong Shim |

### Melhor Atriz em Drama de Comédia Romântica
| Ano  | Vencedora    | Drama              |
| ---- | ------------ | ------------------ |
| 2016 | Gong Hyo-jin | Jealousy Incarnate |

### Melhor Ator em Drama de Segunda a Terça
| Ano  | Vencedor     | Drama            |
| ---- | ------------ | ---------------- |
| 2017 | Namkoong Min | Falsify          |
| 2018 | Lee Je-hoon  | Where Stars Land |

### Melhor Atriz em Drama de Segunda a Terça
| Ano  | Vencedora    | Drama    |
| ---- | ------------ | -------- |
| 2017 | Lee Bo-young | Whisper  |
| 2018 | Shin Hye-sun | Still 17 |

### Melhor Ator em Drama de Quarta a Quinta
| Ano  | Vencedor      | Drama                   |
| ---- | ------------- | ----------------------- |
| 2017 | Lee Jong-suk  | While You Were Sleeping |
| 2018 | Choi Jin-hyuk | The Last Empress        |
| 2018 | Shin Sung-rok | The Last Empress        |

### Melhor Atriz em Drama de Quarta a Quinta
| Ano  | Vencedora  | Drama                   |
| ---- | ---------- | ----------------------- |
| 2017 | Bae Suzy   | While You Were Sleeping |
| 2018 | Jang Na-ra | The Last Empress        |

### Melhor Ator em Drama Diário/de Fim de Semana
| Ano  | Vencedor      | Drama                |
| ---- | ------------- | -------------------- |
| 2017 | Son Chang-min | Band of Sisters      |
| 2018 | Kim Jaewon    | Let Me Introduce Her |

### Melhor Atriz em Drama Diário/de Fim de Semana
| Ano  | Vencedora    | Drama           |
| ---- | ------------ | --------------- |
| 2017 | Jang Seo-hee | Band of Sisters |
| 2018 | Song Yoon-ah | Secret Mother   |

### Melhor Ator em Minissérie de Fantasia/Romance
| Ano  | Vencedor   | Drama                     |
| ---- | ---------- | ------------------------- |
| 2020 | Lee Min-ho | The King: Eternal Monarch |

### Melhor Atriz em Minissérie de Fantasia/Romance
| Ano  | Vencedora    | Drama               |
| ---- | ------------ | ------------------- |
| 2020 | Park Eun-bin | Do You Like Brahms? |

### Melhor Ator no Gênero Minissérie/Ação
| Ano  | Vencedor   | Drama |
| ---- | ---------- | ----- |
| 2020 | Ju Ji-hoon | Hyena |

### Melhor Atriz no Gênero Minissérie/Ação
| Ano  | Vencedora     | Drama        |
| ---- | ------------- | ------------ |
| 2020 | Kim Seo-hyung | Nobody Knows |

### Melhor Ator no Gênero Minissérie/Fantasia
| Ano  | Vencedor    | Drama                |
| ---- | ----------- | -------------------- |
| 2021 | Lee Je-hoon | Taxi Driver          |
| 2022 | Huh Joon-ho | Why Her              |
| 2022 | Kim Rae-won | The First Responders |

### Melhor Ator em Minissérie de Fantasia
| Ano  | Vencedor    | Drama         |
| ---- | ----------- | ------------- |
| 2022 | Lee Joon-gi | Again My Life |

### Melhor Atriz no Gênero Minissérie/Fantasia
| Ano  | Vencedora    | Drama                 |
| ---- | ------------ | --------------------- |
| 2021 | Kim Yoo-jung | Lovers of the Red Sky |
| 2022 | Seo Hyun-jin | Why Her               |

### Melhor Ator em Minissérie de Romance/Comédia
| Ano  | Vencedor      | Drama             |
| ---- | ------------- | ----------------- |
| 2021 | Lee Sang-yoon | One the Woman     |
| 2022 | Ahn Hyo-seop  | Business Proposal |

### Melhor Atriz em Minissérie de Romance/Comédia
| Ano  | Vencedora    | Drama             |
| ---- | ------------ | ----------------- |
| 2021 | Lee Hanee    | One the Woman     |
| 2022 | Kim Se-jeong | Business Proposal |

## Prêmios de Excelência em Atuação

### Melhor Ator
| Ano  | Vencedor       | Drama                        |
| ---- | -------------- | ---------------------------- |
| 1996 | Jo Min-ki      | City Men and Women           |
| 1998 | Lee Geum-young | Romance, Eun-shil            |
| 1999 | Kim Suk-hoon   | Tomato                       |
| 2000 | Kim Sang-joon  | Legends of Love, SWAT Police |
| 2001 | Ahn Jae-mo     | Rustic Period                |
| 2001 | Kim Min-jong   | Guardian Angel               |
| 2001 | Noh Joo-hyun   | Why Can't We Stop Them       |
| 2001 | Sunwoo Jae-duk | Morning Without Parting      |

### Melhor Atriz
| Ano  | Vencedora      | Drama                                                 |
| ---- | -------------- | ----------------------------------------------------- |
| 1996 | Kim Nam-joo    | City Men and Women                                    |
| 1998 | Song Yun-ah    | Mister Q, Eye of Fear                                 |
| 1999 | Yoo Ho-jeong   | Trap of Youth                                         |
| 2000 | Kim Hyun-joo   | Love Story: Insomnia, Manual and Orange Juice, Virtue |
| 2000 | Kang Sung-yeon | Virtue, Rookie                                        |
| 2001 | Choi Ji-woo    | Beautiful Days                                        |
| 2001 | Kim Mi-sook    | Well Known Woman                                      |
| 2001 | Kim Won-hee    |                                                       |
| 2001 | Song Chae-hwan | Morning Without Parting, Way of Living: Couple        |

### Melhor Ator em Minissérie
| Ano  | Vencedor       | Drama                         |
| ---- | -------------- | ----------------------------- |
| 2006 | Eric Mun       | Invincible Parachute Agent    |
| 2007 | Kim Sang-joong | My Husband's Woman            |
| 2007 | Yoo Jun-sang   | Catching Up with Gangnam Moms |
| 2012 | Kim Sang-joong | The Chaser                    |
| 2013 | Lee Jong-suk   | I Can Hear Your Voice         |
| 2014 | Sung Dong-il   | It's Okay, That's Love        |
| 2015 | Park Hyung-sik | High Society                  |
| 2019 | Lee Sang-yoon  | VIP                           |

### Melhor Atriz em Minissérie
| Ano  | Vencedora       | Drama                         |
| ---- | --------------- | ----------------------------- |
| 2006 | Shim Hye-jin    | Please Come Back, Soon-ae     |
| 2007 | Ha Hee-ra       | Catching Up with Gangnam Moms |
| 2012 | Kim Sung-ryung  | The Chaser                    |
| 2013 | Sung Yu-ri      | The Secret of Birth           |
| 2014 | So Yi-hyun      | Three Days                    |
| 2015 | Moon Geun-young | The Village: Achiara's Secret |
| 2019 | Lee Se-young    | Doctor John                   |

### Melhor Ator em Drama de Média Duração
| Ano  | Vencedor       | Drama                              |
| ---- | -------------- | ---------------------------------- |
| 2002 | Go Soo         | Age of Innocence                   |
| 2003 | Ji Sung        | All In                             |
| 2003 | Joo Jin-mo     | Punch                              |
| 2004 | Ji Jin-hee     | Miss Kim's Million Dollar Quest    |
| 2005 | Son Chang-min  | Bad Housewife                      |
| 2008 | Park Yong-ha   | On Air                             |
| 2009 | Cha Seung-won  | City Hall                          |
| 2010 | Lee Seung-gi   | My Girlfriend Is a Nine-Tailed Fox |
| 2011 | Jung Gyu-woon  | Sign                               |
| 2012 | Park Yoochun   | Rooftop Prince                     |
| 2013 | Sung Dong-il   | Jang Ok-jung, Living by Love       |
| 2014 | Shin Sung-rok  | My Love from the Star              |
| 2015 | Ju Ji-hoon     | Mask                               |
| 2019 | Kim Sung-kyun  | The Fiery Priest                   |
| 2020 | Bong Tae-gyu   | The Penthouse: War in Life         |
| 2020 | Yoon Jong-hoon | The Penthouse: War in Life         |

### Melhor Atriz em Especial de Drama
| Ano  | Vencedora      | Drama                              |
| ---- | -------------- | ---------------------------------- |
| 2002 | Kim Ji-ho      | Affection                          |
| 2003 | Choi Ji-woo    | Stairway to Heaven                 |
| 2004 | Kim Hyun-joo   | Miss Kim's Million Dollar Quest    |
| 2005 | Lee Da-hae     | Green Rose, My Girl                |
| 2008 | Choi Kang-hee  | My Sweet Seoul                     |
| 2009 | Kim Sun-a      | City Hall                          |
| 2010 | Shin Min-ah    | My Girlfriend Is a Nine-Tailed Fox |
| 2011 | Shin Se-kyung  | Deep Rooted Tree                   |
| 2012 | Jeong Yu-mi    | Rooftop Prince                     |
| 2013 | Park Shin-hye  | The Heirs                          |
| 2014 | Han Ye-seul    | Birth of a Beauty                  |
| 2015 | Go Ah-sung     | Heard It Through the Grapevine     |
| 2019 | Han Ye-ri      | Nokdu Flower                       |
| 2020 | Shin Eun-kyung | The Penthouse: War in Life         |

### Melhor Ator em Planejamento Especial de Drama
| Ano  | Vencedor       | Drama                          |
| ---- | -------------- | ------------------------------ |
| 2002 | Han Jae-suk    | Great Ambition                 |
| 2003 | So Ji-sub      | Thousand Years of Love         |
| 2004 | Lee Dong-gun   | Stained Glass, Lovers in Paris |
| 2005 | Go Soo         | Green Rose                     |
| 2008 | Jang Hyuk      | Tazza                          |
| 2009 | Lee Seung-gi   | Brilliant Legacy               |
| 2009 | Park Si-hoo    | Family's Honor                 |
| 2010 | Jeong Bo-seok  | Giant                          |
| 2011 | Jun Kwang-ryul | Warrior Baek Dong-soo          |

### Melhor Atriz em Planejamento Especial de Drama
| Ano  | Vencedora    | Drama                  |
| ---- | ------------ | ---------------------- |
| 2002 | Kim Hyun-joo | Glass Slippers         |
| 2003 | Sung Yu-ri   | Thousand Years of Love |
| 2004 | Song Yun-ah  | Into the Storm         |
| 2005 | Lee Yo-won   | Fashion 70's           |
| 2008 | Han Ye-seul  | Tazza                  |
| 2009 | Han Hyo-joo  | Brilliant Legacy       |
| 2010 | Park Jin-hee | Giant                  |
| 2011 | Yoon So-yi   | Warrior Baek Dong-soo  |

### Melhor Ator em Série de Drama
| Ano  | Vencedor        | Drama                     |
| ---- | --------------- | ------------------------- |
| 2002 | Kim Tae-woo     | That Woman Catches People |
| 2003 | Kim Yeong-cheol | Rustic Period             |
| 2004 | Lee Soon-jae    | The Land                  |
| 2005 | Yoo Jun-sang    | The Land                  |
| 2006 | Lee Hoon        | Love and Ambition         |
| 2007 | Im Chae-moo     | Golden Bride              |
| 2007 | Oh Man-seok     | The King and I            |
| 2008 | Ahn Nae-sang    | First Wives' Club         |
| 2009 | Byun Woo-min    | Temptation of Wife        |
| 2010 | Song Chang-eui  | Life Is Beautiful         |
| 2011 | Um Ki-joon      | Scent of a Woman          |
| 2012 | Kim Su-ro       | A Gentleman's Dignity     |
| 2013 | Kim Ji-hoon     | Goddess of Marriage       |
| 2014 | Song Chang-eui  | Thrice Married Woman      |
| 2015 | Byun Yo-han     | Six Flying Dragons        |
| 2016 | Yeo Jin-goo     | Jackpot                   |

### Melhor Atriz em Série de Drama
| Ano  | Vencedora      | Drama                  |
| ---- | -------------- | ---------------------- |
| 2002 | Kim Ji-soo     | Like a Flowing River   |
| 2003 | Choi Myung-gil | South of the Sun       |
| 2004 | Yoo Sun        | Into the Storm         |
| 2005 | Kyeon Mi-ri    | Love and Sympathy      |
| 2006 | Kim Ji-young   | My Lovely Fool         |
| 2007 | Kyeon Mi-ri    | Golden Bride           |
| 2007 | Yoo Sun        | That Woman Is Scary    |
| 2008 | Kim Hye-sun    | First Wives' Club      |
| 2008 | Oh Hyun-kyung  | First Wives' Club      |
| 2009 | Kim Seo-hyung  | Temptation of Wife     |
| 2010 | Kang Sung-yeon | Wife Returns           |
| 2011 | Lee So-yeon    | My Love By My Side     |
| 2012 | Shin Eun-kyung | Still You              |
| 2013 | Wang Bit-na    | Two Women's Room       |
| 2014 | Choi Jung-yoon | Cheongdam-dong Scandal |
| 2015 | Shin Se-kyung  | Six Flying Dragons     |
| 2016 | Kim Ji-young   | Here Comes Love        |

### Melhor Ator em Drama Curto
| Ano  | Vencedor     | Drama                          |
| ---- | ------------ | ------------------------------ |
| 2002 | Shin Goo     | You Are My World               |
| 2003 | Kim Young-ho | Ang-sook                       |
| 2003 | Sung Ji-ru   | Ang-sook                       |
| 2013 | Jung Eun-woo | Stranger                       |
| 2014 | Lee Deok-hwa | Wonderful Day in October       |
| 2015 | Lee Han-wi   | My Mother Is a Daughter-In-Law |

### Melhor Atriz em Drama Curto
| Ano  | Vencedora     | Drama                        |
| ---- | ------------- | ---------------------------- |
| 2002 | Na Moon-hee   | You Are My World             |
| 2003 | Go Doo-shim   | Dotorimuk (Acorn Jelly)      |
| 2005 | Ha Hee-ra     | My Love Toram                |
| 2013 | Kim Mi-sook   | Case No. 113                 |
| 2014 | Oh Hyun-kyung | A Mother's Choice            |
| 2015 | Jeon Mi-seon  | The Return of Hwang Geum-bok |

### Melhor Ator em Drama de Fantasia
| Ano  | Vencedor     | Drama                           |
| ---- | ------------ | ------------------------------- |
| 2016 | Kang Ha-neul | Moon Lovers: Scarlet Heart Ryeo |

### Melhor Atriz em Drama de Fantasia
| Ano  | Vencedora   | Drama                    |
| ---- | ----------- | ------------------------ |
| 2016 | Oh Yeon-seo | Please Come Back, Mister |

### Melhor Ator no Gênero Drama
| Ano  | Vencedor      | Drama                        |
| ---- | ------------- | ---------------------------- |
| 2016 | Yoo Seung-ho  | Remember: War of the Son     |
| 2016 | Yoo Yeon-seok | Romantic Doctor, Teacher Kim |

### Melhor Atriz no Gênero Drama
| Ano  | Vencedora    | Drama                        |
| ---- | ------------ | ---------------------------- |
| 2016 | Seo Hyun-jin | Romantic Doctor, Teacher Kim |

### Melhor Atriz em Drama de Comédia Romântica
| Ano  | Vencedor      | Drama       |
| ---- | ------------- | ----------- |
| 2016 | Kang Min-hyuk | Entertainer |

| Ano  | Vencedora   | Drama               |
| ---- | ----------- | ------------------- |
| 2016 | Bang Min-ah | Beautiful Gong Shim |

### Melhor Ator em Drama de Segunda a Terça
| Ano  | Vencedor     | Drama    |
| ---- | ------------ | -------- |
| 2017 | Kwon Yul     | Whisper  |
| 2018 | Yang Se-jong | Still 17 |

### Melhor Atriz em Drama de Segunda a Terça
| Ano  | Vencedora     | Drama            |
| ---- | ------------- | ---------------- |
| 2017 | Park Se-young | Whisper          |
| 2018 | Chae Soo-bin  | Where Stars Land |

### Melhor Ator em Drama de Quarta a Quinta
| Ano  | Vencedor      | Drama                   |
| ---- | ------------- | ----------------------- |
| 2017 | Lee Sang-yeob | While You Were Sleeping |
| 2018 | Yoon Shi-yoon | Your Honor              |

### Melhor Atriz em Drama de Quarta a Quinta
| Ano  | Vencedora   | Drama              |
| ---- | ----------- | ------------------ |
| 2017 | Nam Ji-hyun | Suspicious Partner |
| 2018 | Seo Ji-hye  | Heart Surgeons     |

### Melhor Ator em Drama Diário/de Fim de Semana
| Ano  | Vencedor      | Drama            |
| ---- | ------------- | ---------------- |
| 2017 | Ahn Nae-sang  | Band of Sisters  |
| 2018 | Jung Woong-in | Mrs. Ma, Nemesis |

### Melhor Atriz em Drama Diário/de Fim de Semana
| Ano  | Vencedora   | Drama           |
| ---- | ----------- | --------------- |
| 2017 | Son Yeo-eun | Band of Sisters |
| 2018 | Kim So-yeon | Secret Mother   |

### Melhor Ator em Minissérie de Fantasia/Romance
| Ano  | Vencedor    | Drama               |
| ---- | ----------- | ------------------- |
| 2020 | Kim Min-jae | Do You Like Brahms? |

### Melhor Ator no Gênero Minissérie/Ação
| Ano  | Vencedor     | Drama          |
| ---- | ------------ | -------------- |
| 2020 | Ahn Hyo-seop | Dr. Romantic 2 |

### Melhor Atriz em Minissérie de Fantasia/Romance
| Ano  | Vencedora    | Drama             |
| ---- | ------------ | ----------------- |
| 2020 | Kim Yoo-jung | Backstreet Rookie |

### Melhor Atriz no Gênero Minissérie/Ação
| Ano  | Vencedora      | Drama          |
| ---- | -------------- | -------------- |
| 2020 | Lee Sung-kyung | Dr. Romantic 2 |

### Melhor Ator no Gênero Minissérie/Fantasia
| Ano  | Vencedor     | Drama                 |
| ---- | ------------ | --------------------- |
| 2021 | Ahn Hyo-seop | Lovers of the Red Sky |
| 2022 | Jin Seon-kyu | Through the Darkness  |

### Melhor Atriz no Gênero Minissérie/Fantasia
| Ano  | Vencedora       | Drama                |
| ---- | --------------- | -------------------- |
| 2021 | Esom            | Taxi Driver          |
| 2022 | Gong Seung-yeon | The First Responders |

### Melhor Ator em Minissérie de Romance/Comédia
| Ano  | Vencedor    | Drama                   |
| ---- | ----------- | ----------------------- |
| 2021 | Kim Joo-hun | Now, We Are Breaking Up |
| 2022 | Kim Min-kyu | Business Proposal       |

### Melhor Atriz em Minissérie de Romance/Comédia
| Ano  | Vencedora    | Drama             |
| ---- | ------------ | ----------------- |
| 2021 | Jin Seo-yeon | One the Woman     |
| 2022 | Kim Ji-eun   | One Dollar Lawyer |

## Prêmios de Coadjuvantes

### Melhor Ator Coadjuvante
| Ano  | Vencedor         | Categoria                      | Drama                            |
| ---- | ---------------- | ------------------------------ | -------------------------------- |
| 1998 | Kwon Hae-hyo     | —                              | Mister Q, Eun-shil               |
| 1999 | Cho Jae-hyun     | —                              | Happy Together                   |
| 2000 | Lee Woo-jong     | —                              |                                  |
| 2001 | Choi Jong-hwan   | —                              | Ladies of the Palace             |
| 2001 | Son Hyun-joo     | —                              | Pardon                           |
| 2002 | Lee Won-jong     | —                              | Rustic Period                    |
| 2002 | Park Jun-gyu     | —                              | Rustic Period                    |
| 2003 | Heo Joon-ho      | —                              | All In                           |
| 2004 | Ryu Soo-young    | —                              | Jang Gil-san                     |
| 2005 | Kim Kap-soo      | —                              | The Land                         |
| 2006 | Gong Hyung-jin   | Minissérie                     | Alone in Love                    |
| 2006 | Jeon No-min      | Série de Drama                 | Love and Ambition                |
| 2007 | Lee Won-jong     | Minissérie                     | War of Money                     |
| 2007 | Oh Dae-gyu       | Série de Drama                 | Love and Hate, First Wives' Club |
| 2008 | Lee Moon-sik     | Especial de Drama              | Iljimae                          |
| 2008 | Son Hyun-joo     | Planejamento Especial de Drama | Tazza                            |
| 2008 | Lee Han-wi       | Série de Drama                 | Glass Castle                     |
| 2009 | Baek Seung-hyeon | Especial de Drama              | Cain and Abel                    |
| 2009 | Kang Seok-woo    | Planejamento Especial de Drama | Smile, You                       |
| 2009 | Choi Jun-young   | Série de Drama                 | Temptation of Wife               |
| 2010 | Lee Jae-yong     | Especial de Drama              | Daemul                           |
| 2010 | Lee Deok-hwa     | Planejamento Especial de Drama | Giant                            |
| 2010 | Shin Sung-rok    | Fim de Semana/Diário           | Definitely Neighbors             |
| 2017 | Kim Won-hae      | Drama de Quarta a Quinta       | While You Were Sleeping          |
| 2018 | Im Won-hee       | —                              | Wok of Love                      |
| 2019 | Go Jun           | —                              | The Fiery Priest                 |
| 2020 | Kim Joo-hun      | —                              | Dr. Romantic 2                   |
| 2020 | Park Eun-seok    | —                              | The Penthouse: War in Life 1     |
| 2021 | Kim Eui-sung     | Gênero Minissérie/Fantasia     | Taxi Driver                      |
| 2021 | Song Won-seok    | Minissérie de RomanceComédia   | One the Woman                    |
| 2022 | Kang Ki-doong    | Gênero Minissérie/Fantasia     | The First Responders             |
| 2022 | Park Jin-woo     | Minissérie de Romance/Comédia  | One Dollar Lawyer                |

### Melhor Atriz Coadjuvante
| Ano  | Vencedora      | Categoria                      | Drama                           |
| ---- | -------------- | ------------------------------ | ------------------------------- |
| 1998 | Kim Eun-jung   | —                              | Mister Q, Eun-shil              |
| 2000 | Kim Sung-ryung | —                              | Juliet's Man                    |
| 2000 | Lee Mi-young   | —                              | Who Are You                     |
| 2001 | Han Young-sook | —                              | Ladies of the Palace            |
| 2002 | Kim Gyu-ri     | —                              | Glass Slippers                  |
| 2002 | Lee Se-eun     | —                              | Rustic Period                   |
| 2003 | Kim Jung-hwa   | —                              | Into the Sun                    |
| 2003 | Yoo Sun        | —                              | South of the Sun                |
| 2004 | Shin Yi        | —                              | Something Happened in Bali      |
| 2005 | Song Ok-sook   | —                              | Fashion 70's                    |
| 2006 | Oh Yoon-ah     | Minissérie                     | Alone in Love                   |
| 2006 | Chu Sang-mi    | Série de Drama                 | Love and Ambition               |
| 2007 | Ha Yoo-mi      | Minissérie                     | My Husband's Woman              |
| 2007 | Kim Mi-sook    | Minissérie                     | Lobbyist                        |
| 2007 | Lee Se-eun     | Série de Drama                 | Yeon Gaesomun                   |
| 2008 | Kim Ja-ok      | Especial de Drama              | Working Mom                     |
| 2008 | Kim So-yeon    | Planejamento Especial de Drama | Gourmet                         |
| 2008 | Kim Hee-jung   | Série de Drama                 | First Wives' Club               |
| 2009 | Na Young-hee   | Especial de Drama              | Style                           |
| 2009 | Cha Hwa-yeon   | Planejamento Especial de Drama | Temptation of an Angel          |
| 2009 | Lee Hwi-hyang  | Série de Drama                 | Loving You a Thousand Times     |
| 2010 | Lee Soo-kyung  | Especial de Drama              | Daemul                          |
| 2010 | Hong Ji-min    | Planejamento Especial de Drama | I Am Legend                     |
| 2010 | Im Ji-eun      | Fim de Semana/Diário           | Three Sisters                   |
| 2017 | Park Jin-joo   | Drama de Quarta a Quinta       | Reunited Worlds                 |
| 2018 | Ye Ji-won      | —                              | Should We Kiss First?, Still 17 |
| 2019 | Lee Chung-ah   | —                              | VIP                             |
| 2019 | Moon Jeong-hee | —                              | Vagabond                        |
| 2020 | Jin Kyung      | —                              | Dr. Romantic 2                  |
| 2021 | Cha Ji-yeon    | Gênero Minissérie/Fantasia     | Taxi Driver                     |
| 2021 | Park Hyo-joo   | Minissérie de Romance/Comédia  | Now, We Are Breaking Up         |
| 2022 | Kim Jae-kyung  | Gênero Minissérie/Fantasia     | Again My Life                   |
| 2022 | Gong Min-jung  | Minissérie de Romance/Comédia  | One Dollar Lawyer               |

## Prêmios Especiais de Atuação

### Ator
| Ano  | Vencedor        | Categoria                      | Drama                          |
| ---- | --------------- | ------------------------------ | ------------------------------ |
| 1996 | Moon Oh-jang    | —                              |                                |
| 1998 | Lee Nak-hoon    | —                              |                                |
| 2011 | Park Yeong-gyu  | Especial de Drama              | Protect the Boss               |
| 2011 | Yoon Je-moon    | Planejamento Especial de Drama | Midas                          |
| 2011 | Jin Tae-hyun    | Série de Drama                 | Pure Pumpkin Flower            |
| 2012 | Lee Deok-hwa    | Minissérie                     | History of a Salaryman         |
| 2012 | Kwak Do-won     | Especial de Drama              | Phantom                        |
| 2012 | Kim Min-jong    | Série de Drama                 | A Gentleman's Dignity          |
| 2012 | Lee Jong-hyuk   | Série de Drama                 | A Gentleman's Dignity          |
| 2013 | Jung Woong-in   | Minissérie                     | I Can Hear Your Voice          |
| 2013 | Lee Hyo-jung    | Especial de Drama              | Jang Ok-jung, Living by Love   |
| 2013 | Jang Hyun-sung  | Série de Drama                 | Goddess of Marriage            |
| 2014 | Lee Kwang-soo   | Minissérie                     | It's Okay, That's Love         |
| 2014 | Kim Chang-wan   | Especial de Drama              | My Love from the Star          |
| 2014 | Jung Woong-in   | Série de Drama                 | Endless Love                   |
| 2015 | Namkoong Min    | Minissérie                     | A Girl Who Sees Smells         |
| 2015 | Jang Hyun-sung  | Especial de Drama              | Heard It Through the Grapevine |
| 2015 | Park Hyuk-kwon  | Série de Drama                 | Six Flying Dragons             |
| 2016 | Sung Dong-il    | Drama de Fantasia              | Legend of the Blue Sea         |
| 2016 | Park Sung-woong | Gênero Drama                   | Remember: War of the Son       |
| 2016 | On Joo-wan      | Drama de Comédia Romântica     | Beautiful Gong Shim            |
| 2016 | Song Jae-rim    | Série de Drama                 | Our Gap-soon                   |

### Atriz
| Ano  | Vencedora       | Categoria                      | Drama                             |
| ---- | --------------- | ------------------------------ | --------------------------------- |
| 1996 | Yeo Woon-kay    | —                              | LA Arirang                        |
| 2007 | Như Quỳnh       | —                              | Golden Bride                      |
| 2011 | Song Ok-sook    | Especial de Drama              | Deep Rooted Tree                  |
| 2011 | Lee Mi-sook     | Planejamento Especial de Drama | A Thousand Days' Promise          |
| 2011 | Kim Hye-ok      | Série de Drama                 | Scent of a Woman                  |
| 2012 | Jang Shin-young | Minissérie                     | The Chaser                        |
| 2012 | Lee Jin         | Especial de Drama              | The Great Seer                    |
| 2012 | Kim Jung-nan    | Série de Drama                 | A Gentleman's Dignity             |
| 2013 | Kim Mi-kyung    | Minissérie                     | Master's Sun                      |
| 2013 | Kim Sung-ryung  | Especial de Drama              | The Heirs                         |
| 2013 | Jang Young-nam  | Série de Drama                 | Goddess of Marriage               |
| 2014 | Jin Kyung       | Minissérie                     | It's Okay, That's Love, Pinocchio |
| 2014 | Go Doo-shim     | Especial de Drama              | One Warm Word                     |
| 2014 | Kim Hye-sun     | Série de Drama                 | Cheongdam-dong Scandal            |
| 2015 | Lee Da-hee      | Minissérie                     | Mrs. Cop                          |
| 2015 | Yoo In-young    | Especial de Drama              | Mask                              |
| 2015 | Park Han-byul   | Série de Drama                 | I Have a Lover                    |
| 2016 | Seohyun         | Drama de Fantasia              | Moon Lovers: Scarlet Heart Ryeo   |
| 2016 | Jun Hyo-seong   | Gênero Drama                   | Wanted                            |
| 2016 | Seo Ji-hye      | Drama de Comédia Romântica     | Jealousy Incarnate                |
| 2016 | Kim So-eun      | Série de Drama                 | Our Gap-soon                      |

## Prêmio dos Produtores
| Ano  | Vencedor(a)     | Drama                 |
| ---- | --------------- | --------------------- |
| 2006 | Kim Myung-min   | Bad Family            |
| 2006 | Kim Jung-eun    | Lovers                |
| 2007 | Lee Beom-soo    | Surgeon Bong Dal-hee  |
| 2007 | Bae Jong-ok     | My Husband's Woman    |
| 2008 | Bong Tae-gyu    | Working Mom           |
| 2008 | Moon Jung-hee   | My Sweet Seoul        |
| 2009 | Jung Kyung-ho   | Ja Myung Go           |
| 2009 | Yoon Jung-hee   | Family's Honor        |
| 2010 | Cha In-pyo      | Daemul                |
| 2010 | Park Sang-min   | Giant                 |
| 2010 | Han Hye-jin     | Jejungwon             |
| 2011 | Song Joong-ki   | Deep Rooted Tree      |
| 2011 | Lee Yo-won      | 49 Days               |
| 2012 | Park Geun-hyung | The Chaser            |
| 2012 | Chae Shi-ra     | Five Fingers          |
| 2013 | Lee Bo-young    | I Can Hear Your Voice |
| 2014 | Jun Ji-hyun     | My Love from the Star |
| 2015 | Kim Rae-won     | Punch                 |
| 2018 | Um Ki-joon      | Heart Surgeons        |
| 2018 | Nam Sang-mi     | Let Me Introduce Her  |
| 2019 | Jang Na-ra      | VIP                   |
| 2020 | Joo Won         | Alice                 |
| 2021 | Choi Woo-shik   | Our Beloved Summer    |
| 2021 | Kim Da-mi       | Our Beloved Summer    |
| 2022 | Namkoong Min    | One Dollar Lawyer     |

## Top 10 Estrelas
| Ano  | Vencedores      | Drama                                                 |
| ---- | --------------- | ----------------------------------------------------- |
| 2001 | Go Soo          | Piano                                                 |
| 2001 | Gong Hyo-jin    | Wonderful Days                                        |
| 2001 | Ji Sung         | Wonderful Days                                        |
| 2001 | Jo In-sung      | Piano                                                 |
| 2001 | Lee Yoo-jin     | Beautiful Days                                        |
| 2001 | Park Jung-chul  | Legend                                                |
| 2001 | Ryoo Seung-bum  | Wonderful Days                                        |
| 2002 | Han Eun-jung    | Successful Story of a Bright Girl                     |
| 2002 | Kim Jaewon      | Rival                                                 |
| 2002 | Kim Jung-hwa    | Glass Slippers                                        |
| 2002 | Kim Min-jung    | Rival                                                 |
| 2002 | Kwon Sang-woo   | We Are Dating Now                                     |
| 2002 | Lee Yo-won      | Great Ambition                                        |
| 2002 | Park Sol-mi     | Bad Girls                                             |
| 2002 | Ryu Soo-young   | Successful Story of a Bright Girl                     |
| 2002 | Sung Yu-ri      | Bad Girls                                             |
| 2003 | Choi Jung-won   | Long Live Love                                        |
| 2003 | Gong Yoo        | Screen                                                |
| 2003 | Jo Hyun-jae     | First Love                                            |
| 2003 | Kim Nam-jin     | Thousand Years of Love                                |
| 2003 | Kim Tae-hee     | Stairway to Heaven                                    |
| 2003 | Lee Dong-wook   | Land of Wine                                          |
| 2003 | Park Han-byul   | My Fair Lady                                          |
| 2003 | Shin Min-ah     | Punch                                                 |
| 2003 | So Yi-hyun      | Punch                                                 |
| 2003 | Yoo Min         | A Problem at My Younger Brother's House               |
| 2004 | Eugene          | Save the Last Dance for Me                            |
| 2004 | Jeong Da-bin    | My 19 Year Old Sister-in-Law                          |
| 2004 | Jo An           | The Land                                              |
| 2004 | Kim Sung-soo    | Stained Glass                                         |
| 2004 | Yoo Sun         | Little Women                                          |
| 2005 | Chun Jung-myung | Fashion 70's                                          |
| 2005 | Hyun Young      | Fashion 70's                                          |
| 2005 | Cho Yeon-woo    | Dear Heaven, Bad Housewife                            |
| 2005 | Lee Bo-young    | Ballad of Seodong                                     |
| 2005 | Lee Jae-hwang   | That Summer's Typhoon, Tears of Diamond               |
| 2005 | Lee Kyu-han     | Love Needs a Miracle                                  |
| 2005 | Lee Tae-gon     | Dear Heaven                                           |
| 2005 | Yoon Jung-hee   | Dear Heaven                                           |
| 2005 | Yoon Se-ah      | Lovers in Prague                                      |
| 2006 | Go Ara          | Snow Flower                                           |
| 2006 | Kang Ji-sub     | Common Single                                         |
| 2006 | Claudia Kim     | Queen of the Game                                     |
| 2006 | Lee Ha-na       | Alone in Love                                         |
| 2006 | Lee Jin-wook    | Alone in Love                                         |
| 2006 | Park Si-yeon    | My Girl                                               |
| 2006 | Yoon Ji-min     | Invincible Parachute Agent                            |
| 2006 | Yoon Sang-hyun  | Common Single                                         |
| 2007 | Choi Yeo-jin    | Surgeon Bong Dal-hee                                  |
| 2007 | Ku Hye-sun      | The King and I                                        |
| 2007 | Lee Ji-hyun     | A Good Day to Love                                    |
| 2007 | Lee Young-eun   | War of Money                                          |
| 2007 | Park Si-hoo     | How to Meet a Perfect Neighbor                        |
| 2007 | Ryu Tae-joon    |                                                       |
| 2007 | Shin Dong-wook  | War of Money                                          |
| 2007 | Song Jong-ho    | Surgeon Bong Dal-hee                                  |
| 2007 | Wang Bit-na     |                                                       |
| 2008 | Bae Soo-bin     | Painter of the Wind                                   |
| 2008 | Cha Ye-ryun     | Working Mom                                           |
| 2008 | Chae Young-in   | Temptation of Wife                                    |
| 2008 | Ha Seok-jin     | I Am Happy                                            |
| 2008 | Han Hyo-joo     | Iljimae                                               |
| 2008 | Im Jung-eun     | Aquarius                                              |
| 2008 | Ji Hyun-woo     | My Sweet Seoul                                        |
| 2008 | Lee Joon-hyuk   | First Wives' Club                                     |
| 2008 | Lee Sang-woo    | First Wives' Club                                     |
| 2008 | Moon Chae-won   | Painter of the Wind                                   |
| 2008 | Yoon So-yi      | Glass Castle                                          |
| 2009 | Jin Tae-hyun    | Temptation of an Angel                                |
| 2009 | Jung Gyu-woon   | Loving You a Thousand Times                           |
| 2009 | Jung Yong-hwa   | You're Beautiful                                      |
| 2009 | Kim Bum         | Dream                                                 |
| 2009 | Lee Hong-gi     | You're Beautiful                                      |
| 2009 | Lee Min-jung    | Smile, You                                            |
| 2009 | Lee So-yeon     | Temptation of an Angel                                |
| 2009 | Lee Tae-im      | Don't Hesitate                                        |
| 2009 | Lee Yong-woo    | Style                                                 |
| 2009 | Oh Young-shil   | Temptation of Wife                                    |
| 2009 | Park Shin-hye   | You're Beautiful                                      |
| 2009 | Son Dam-bi      | Dream                                                 |
| 2010 | Choi Siwon      | Oh! My Lady                                           |
| 2010 | Ham Eun-jung    | Coffee House                                          |
| 2010 | Han Chae-ah     | Definitely Neighbors                                  |
| 2010 | Hwang Jung-eum  | Giant                                                 |
| 2010 | Joo Sang-wook   | Giant                                                 |
| 2010 | Kim Soo-hyun    | Giant                                                 |
| 2010 | Nam Gyu-ri      | Life Is Beautiful                                     |
| 2010 | No Min-woo      | My Girlfriend Is a Nine-Tailed Fox                    |
| 2011 | Goo Hara        | City Hunter                                           |
| 2011 | Im Soo-hyang    | New Tales of Gisaeng                                  |
| 2011 | Ji Chang-wook   | Warrior Baek Dong-soo                                 |
| 2011 | Jin Se-yeon     | My Daughter the Flower                                |
| 2011 | Jeong Yu-mi     | A Thousand Days' Promise                              |
| 2011 | Kim Jaejoong    | Protect the Boss                                      |
| 2011 | Lee Jae-yoon    | My Love By My Side                                    |
| 2011 | Seo Hyo-rim     | Scent of a Woman                                      |
| 2011 | Shin Hyun-bin   | Warrior Baek Dong-soo                                 |
| 2011 | Sung Hoon       | New Tales of Gisaeng                                  |
| 2011 | Wang Ji-hye     | Protect the Boss                                      |
| 2012 | Choi Minho      | To the Beautiful You                                  |
| 2012 | Go Joon-hee     | The Chaser                                            |
| 2012 | Jung Eun-woo    | Five Fingers                                          |
| 2012 | Kwon Yuri       | Fashion King                                          |
| 2012 | Lee Hyun-woo    | To the Beautiful You                                  |
| 2012 | Lee Jong-hyun   | A Gentleman's Dignity                                 |
| 2012 | Park Hyo-joo    | The Chaser                                            |
| 2012 | Park Se-young   | Faith                                                 |
| 2012 | Sulli           | To the Beautiful You                                  |
| 2012 | Yoon Jin-yi     | A Gentleman's Dignity                                 |
| 2013 | Choi Jin-hyuk   | The Heirs                                             |
| 2013 | Lim Ju-hwan     | Ugly Alert                                            |
| 2013 | Jung Eun-ji     | That Winter, the Wind Blows                           |
| 2013 | Kang Min-hyuk   | The Heirs                                             |
| 2013 | Kang So-ra      | Ugly Alert                                            |
| 2013 | Kim Ji-won      | The Heirs                                             |
| 2013 | Kim So-hyun     | The Suspicious Housekeeper                            |
| 2013 | Kim Yoo-ri      | Cheongdam-dong Alice, Master's Sun                    |
| 2013 | Lee Da-hee      | I Can Hear Your Voice                                 |
| 2013 | Seo In-guk      | Master's Sun                                          |
| 2014 | Ahn Jae-hyun    | My Love from the Star                                 |
| 2014 | Han Groo        | One Warm Word                                         |
| 2014 | Han Sunhwa      | God's Gift - 14 Days                                  |
| 2014 | Kang Ha-neul    | Angel Eyes                                            |
| 2014 | Kim Yoo-jung    | Secret Door                                           |
| 2014 | Kim Young-kwang | Pinocchio                                             |
| 2014 | Lee Yu-bi       | Pinocchio                                             |
| 2014 | Nam Bo-ra       | Only Love                                             |
| 2014 | Park Seo-joon   | One Warm Word                                         |
| 2014 | Seo Ha-joon     | Only Love                                             |
| 2015 | Son Ho-jun      | Mrs. Cop                                              |
| 2015 | Gong Seung-yeon | Heard It Through the Grapevine, Six Flying Dragons    |
| 2015 | Go Ah-sung      | Heard It Through the Grapevine                        |
| 2015 | Yoon Kyun-sang  | The Time We Were Not in Love, Six Flying Dragons      |
| 2015 | Byun Yo-han     | Six Flying Dragons                                    |
| 2015 | Lee Yeol-eum    | The Village: Achiara's Secret, Divorce Lawyer in Love |
| 2015 | Lee Elijah      | The Return of Hwang Geum-bok                          |
| 2015 | Park Hyung-sik  | High Society                                          |
| 2015 | Yook Sungjae    | The Village: Achiara's Secret                         |
| 2015 | Lim Ji-yeon     | High Society                                          |
| 2016 | Go Kyung-pyo    | Jealousy Incarnate                                    |
| 2016 | Lee Hye-ri      | Entertainer                                           |
| 2016 | Bang Min-ah     | Beautiful Gong Shim                                   |
| 2016 | Kim Min-seok    | Doctors                                               |
| 2016 | Moon Ji-in      | Doctors                                               |
| 2016 | Byun Baek-hyun  | Moon Lovers: Scarlet Heart Ryeo                       |
| 2016 | Kim Min-jae     | Romantic Doctor, Teacher Kim                          |
| 2016 | Kwak Si-yang    | The Second Last Love                                  |
| 2016 | Jung Hae-in     | Yes, That's How It Is                                 |

## Prêmio de Grande Estrela
| Ano  | Vencedores     | Drama                                 |
| ---- | -------------- | ------------------------------------- |
| 2000 | Cha Tae-hyun   | Juliet's Man                          |
| 2000 | Choi Min-soo   | Legends of Love                       |
| 2000 | Go Doo-shim    | Virtue                                |
| 2000 | Go Hyun-jung   |                                       |
| 2000 | Kim Hee-sun    | Tomato                                |
| 2000 | Kim Min-jong   | Ghost                                 |
| 2000 | Kim Sang-joong | Legends of Love, SWAT Police          |
| 2000 | Kim Young-ae   | Cheers for Women                      |
| 2000 | Lee Byung-hun  | Happy Together, Love Story: Sunflower |
| 2000 | Lee Seung-yeon | Legends of Love, Medical Center       |
| 2000 | Lee Young-ae   | Fireworks                             |
| 2000 | Park Yeong-gyu | Virtue                                |
| 2000 | Shim Eun-ha    | Trap of Youth                         |
| 2000 | Song Yun-ah    | Love Story: Lost Baggage              |

## Prêmios de Iniciantes

### Melhor Ator Revelação
| Ano  | Vencedor        | Drama                                                                     |
| ---- | --------------- | ------------------------------------------------------------------------- |
| 1996 | Jung Heung-chae | Im Kkeokjeong                                                             |
| 1998 | Kim Suk-hoon    | Letters Written on a Cloudy Day                                           |
| 1998 | Ryu Jin         |                                                                           |
| 2000 | Jang Hyuk       | Wang Rung's Land                                                          |
| 2000 | So Ji-sub       | Love Story: Miss Hip-hop and Mr. Rock, Wang Rung's Land, Cheers for Women |
| 2017 | Yang Se-jong    | Temperature of Love                                                       |
| 2018 | Ahn Hyo-seop    | Still 17                                                                  |
| 2019 | Eum Moon-suk    | The Fiery Priest                                                          |
| 2020 | Jo Byung-gyu    | Hot Stove League                                                          |
| 2021 | Kim Young-dae   | The Penthouse: War in Life 2 e 3                                          |
| 2021 | Choi Hyun-wook  | Racket Boys                                                               |
| 2021 | Son Sang-yeon   | Racket Boys                                                               |
| 2022 | Bae In-hyuk     | Cheer Up e Why Her                                                        |
| 2022 | Kim Hyu-jin     | Cheer Up                                                                  |
| 2022 | Ryeoun          | Through the Darkness                                                      |

### Melhor Atriz Revelação
| Ano  | Vencedora      | Drama                            |
| ---- | -------------- | -------------------------------- |
| 1995 | Hwang Soo-jung | Thaw                             |
| 1996 | Im Sang-ah     | Flames of Ambition               |
| 1998 | Lee Tae-ran    | Soonpoong Clinic                 |
| 1998 | Kim Hyun-joo   | I Love You, I Love You           |
| 1999 | Kang Sung-yeon | Happy Together                   |
| 2000 | Hwang In-young | SWAT Police                      |
| 2000 | Kim Min-hee    | Juliet's Man                     |
| 2000 | Kim Yoo-mi     | SWAT Police, Wrath of an Angel   |
| 2017 | Kim Da-som     | Band of Sisters                  |
| 2018 | Lee Yoo-young  | Your Honor                       |
| 2019 | Go Min-si      | Secret Boutique                  |
| 2019 | Keum Sae-rok   | The Fiery Priest                 |
| 2020 | So Joo-yeon    | Dr. Romantic 2                   |
| 2021 | Choi Ye-bin    | The Penthouse: War in Life 2 e 3 |
| 2021 | Han Ji-hyun    | The Penthouse: War in Life 2 e 3 |
| 2021 | Roh Jeong-eui  | Our Beloved Summer               |
| 2022 | Jang Gyuri     | Cheer Up                         |
| 2022 | Lee Eun-saem   | Cheer Up                         |
| 2022 | Gong Sung-ha   | Through the Darkness             |

### Prêmio de Nova Estrela
| Ano  | Vencedores      | Drama                                             |
| ---- | --------------- | ------------------------------------------------- |
| 2001 | Cho Jae-hyun    | Piano                                             |
| 2001 | Choi Ji-woo     | Beautiful Days                                    |
| 2001 | Do Ji-won       | Ladies of the Palace                              |
| 2001 | Jeon In-hwa     | Ladies of the Palace                              |
| 2001 | Kang Soo-yeon   | Ladies of the Palace                              |
| 2001 | Kim Min-jong    | Guardian Angel                                    |
| 2001 | Lee Byung-hun   | Beautiful Days                                    |
| 2001 | Ryu Si-won      | Beautiful Days                                    |
| 2001 | Song Hye-kyo    | Guardian Angel                                    |
| 2001 | Song Seung-heon | Law Firm                                          |
| 2002 | Ahn Jae-mo      | Rustic Period                                     |
| 2002 | Go Soo          | Age of Innocence                                  |
| 2002 | Han Jae-suk     | Great Ambition, Glass Slippers                    |
| 2002 | Jang Hyuk       | Great Ambition, Successful Story of a Bright Girl |
| 2002 | Jang Na-ra      | Successful Story of a Bright Girl                 |
| 2002 | Jeon Do-yeon    | Shoot for the Stars                               |
| 2002 | Jo In-sung      | Shoot for the Stars                               |
| 2002 | Kim Hyun-joo    | Glass Slippers                                    |
| 2002 | Kim Jaewon      | Romance                                           |
| 2002 | So Yoo-jin      | Rival                                             |
| 2003 | Cha In-pyo      | Perfect Love                                      |
| 2003 | Choi Myung-gil  | South of the Sun                                  |
| 2003 | Choi Ji-woo     | Stairway to Heaven                                |
| 2003 | Kim Hee-ae      | Perfect Love                                      |
| 2003 | Kim Yeong-cheol | Rustic Period                                     |
| 2003 | Kwon Sang-woo   | Stairway to Heaven, Into the Sun                  |
| 2003 | Lee Byung-hun   | All In                                            |
| 2003 | So Ji-sub       | Thousand Years of Love                            |
| 2003 | Song Hye-kyo    | All In                                            |
| 2003 | Sung Yu-ri      | Thousand Years of Love                            |
| 2004 | Ha Ji-won       | Something Happened in Bali                        |
| 2004 | Ji Sung         | Save the Last Dance for Me                        |
| 2004 | Jo In-sung      | Something Happened in Bali                        |
| 2004 | Kim Hyun-joo    | Miss Kim's Million Dollar Quest                   |
| 2004 | Kim Jung-eun    | Lovers in Paris                                   |
| 2004 | Kim Rae-won     | Love Story in Harvard                             |
| 2004 | Kim Tae-hee     | Love Story in Harvard                             |
| 2004 | Lee Dong-gun    | Stained Glass, Lovers in Paris                    |
| 2004 | Park Shin-yang  | Lovers in Paris                                   |
| 2004 | Song Yun-ah     | Into the Storm                                    |
| 2005 | Go Hyun-jung    | Spring Day                                        |
| 2005 | Go Soo          | Green Rose                                        |
| 2005 | Jeon Do-yeon    | Lovers in Prague                                  |
| 2005 | Jo Hyun-jae     | Only You                                          |
| 2005 | Jo In-sung      | Spring Day                                        |
| 2005 | Joo Jin-mo      | Fashion 70's                                      |
| 2005 | Kim Hyun-joo    | The Land                                          |
| 2005 | Kim Joo-hyuk    | Lovers in Prague                                  |
| 2005 | Kim Min-jung    | Fashion 70's                                      |
| 2005 | Lee Yo-won      | Fashion 70's                                      |
| 2006 | Han Hye-sook    | Dear Heaven                                       |
| 2006 | Kim Jung-eun    | Lovers                                            |
| 2006 | Kim Kap-soo     | Yeon Gaesomun                                     |
| 2006 | Lee Bo-young    | Queen of the Game                                 |
| 2006 | Lee Da-hae      | My Girl                                           |
| 2006 | Lee Seo-jin     | Lovers                                            |
| 2006 | Eric Mun        | Invincible Parachute Agent                        |
| 2006 | Park Jin-hee    | Please Come Back, Soon-ae                         |
| 2006 | Shim Hye-jin    | Please Come Back, Soon-ae                         |
| 2006 | Son Ye-jin      | Alone in Love                                     |
| 2007 | Jun Kwang-ryul  | The King and I                                    |
| 2007 | Kim Hee-ae      | My Husband's Woman                                |
| 2007 | Lee Beom-soo    | Surgeon Bong Dal-hee                              |
| 2007 | Lee Yo-won      | Surgeon Bong Dal-hee                              |
| 2007 | Lee Young-ah    | Golden Bride                                      |
| 2007 | Oh Ji-ho        | Get Karl! Oh Soo-jung                             |
| 2007 | Park Jin-hee    | War of Money                                      |
| 2007 | Park Shin-yang  | War of Money                                      |
| 2007 | Shin Eun-kyung  | Bad Couple                                        |
| 2007 | Song Chang-eui  | Golden Bride                                      |
| 2008 | Ahn Nae-sang    | First Wives' Club                                 |
| 2008 | Han Ye-seul     | Tazza                                             |
| 2008 | Jang Hyuk       | Tazza                                             |
| 2008 | Kim Ha-neul     | On Air                                            |
| 2008 | Kim Rae-won     | Gourmet                                           |
| 2008 | Lee Joon-gi     | Iljimae                                           |
| 2008 | Moon Geun-young | Painter of the Wind                               |
| 2008 | Oh Hyun-kyung   | First Wives' Club                                 |
| 2008 | Park Yong-ha    | On Air                                            |
| 2008 | Song Yun-ah     | On Air                                            |
| 2009 | Bae Soo-bin     | Brilliant Legacy                                  |
| 2009 | Cha Seung-won   | City Hall                                         |
| 2009 | Han Hyo-joo     | Brilliant Legacy                                  |
| 2009 | Jang Keun-suk   | You're Beautiful                                  |
| 2009 | Jang Seo-hee    | Temptation of Wife                                |
| 2009 | Kim Hye-soo     | Style                                             |
| 2009 | Kim Sun-a       | City Hall                                         |
| 2009 | Lee Seung-gi    | Brilliant Legacy                                  |
| 2009 | Lee Soo-kyung   | Loving You a Thousand Times                       |
| 2009 | So Ji-sub       | Cain and Abel                                     |
| 2010 | Go Hyun-jung    | Daemul                                            |
| 2010 | Ha Ji-won       | Secret Garden                                     |
| 2010 | Hyun Bin        | Secret Garden                                     |
| 2010 | Jeong Bo-seok   | Giant                                             |
| 2010 | Kim So-yeon     | Prosecutor Princess, Dr. Champ                    |
| 2010 | Kwon Sang-woo   | Daemul                                            |
| 2010 | Lee Beom-soo    | Giant                                             |
| 2010 | Lee Seung-gi    | My Girlfriend Is a Nine-Tailed Fox                |
| 2010 | Park Jin-hee    | Giant                                             |
| 2010 | Shin Min-ah     | My Girlfriend Is a Nine-Tailed Fox                |
| 2011 | Choi Kang-hee   | Protect the Boss                                  |
| 2011 | Han Suk-kyu     | Deep Rooted Tree                                  |
| 2011 | Jang Hyuk       | Deep Rooted Tree                                  |
| 2011 | Ji Sung         | Protect the Boss                                  |
| 2011 | Kim Rae-won     | A Thousand Days' Promise                          |
| 2011 | Kim Sun-a       | Scent of a Woman                                  |
| 2011 | Lee Dong-wook   | Scent of a Woman                                  |
| 2011 | Lee Min-ho      | City Hunter                                       |
| 2011 | Lee Yo-won      | 49 Days                                           |
| 2011 | Soo Ae          | A Thousand Days' Promise                          |
| 2012 | Chae Shi-ra     | Five Fingers                                      |
| 2012 | Han Ji-min      | Rooftop Prince                                    |
| 2012 | Jang Dong-gun   | A Gentleman's Dignity                             |
| 2012 | Jung Ryeo-won   | History of a Salaryman                            |
| 2012 | Kim Ha-neul     | A Gentleman's Dignity                             |
| 2012 | Lee Min-ho      | Faith                                             |
| 2012 | Park Yoochun    | Rooftop Prince                                    |
| 2012 | Shin Eun-kyung  | Still You                                         |
| 2012 | So Ji-sub       | Phantom                                           |
| 2012 | Son Hyun-joo    | The Chaser                                        |
| 2013 | Jo In-sung      | That Winter, the Wind Blows                       |
| 2013 | Kim Woo-bin     | The Heirs                                         |
| 2013 | Lee Bo-young    | I Can Hear Your Voice                             |
| 2013 | Lee Jong-suk    | I Can Hear Your Voice                             |
| 2013 | Lee Min-ho      | The Heirs                                         |
| 2013 | Lee Yo-won      | Empire of Gold                                    |
| 2013 | Nam Sang-mi     | Goddess of Marriage                               |
| 2013 | Park Shin-hye   | The Heirs                                         |
| 2013 | So Ji-sub       | Master's Sun                                      |
| 2013 | Song Hye-kyo    | That Winter, the Wind Blows                       |
| 2014 | Han Ye-seul     | Birth of a Beauty                                 |
| 2014 | Hwang Jung-eum  | Endless Love                                      |
| 2014 | Jo In-sung      | It's Okay, That's Love                            |
| 2014 | Joo Sang-wook   | Birth of a Beauty                                 |
| 2014 | Jun Ji-hyun     | My Love from the Star                             |
| 2014 | Kim Soo-hyun    | My Love from the Star                             |
| 2014 | Lee Je-hoon     | Secret Door                                       |
| 2014 | Lee Jong-suk    | Pinocchio , Doctor Stranger                       |
| 2014 | Park Shin-hye   | Pinocchio                                         |
| 2014 | Park Yoochun    | Three Days                                        |
| 2015 | Joo Won         | Yong-pal                                          |
| 2015 | Kim Hyun-joo    | I Have a Lover                                    |
| 2015 | Ju Ji-hoon      | Mask                                              |
| 2015 | Kim Tae-hee     | Yong-pal                                          |
| 2015 | Yoo Ah-in       | Six Flying Dragons                                |
| 2015 | Moon Geun-young | The Village: Achiara's Secret                     |
| 2015 | Cho Jae-hyun    | Punch                                             |
| 2015 | Shin Se-kyung   | The Girl Who Sees Smells, Six Flying Dragons      |
| 2015 | Ji Jin-hee      | I Have a Lover                                    |
| 2015 | Park Yoochun    | The Girl Who Sees Smells                          |
| 2016 | Kim Sung-ryung  | Mrs. Cop 2                                        |
| 2016 | Namkoong Min    | Beautiful Gong Shim                               |
| 2016 | Park Shin-hye   | Doctors                                           |
| 2016 | Lee Joon-gi     | Moon Lovers: Scarlet Heart Ryeo                   |
| 2016 | Jo Jung-suk     | Jealousy Incarnate                                |
| 2016 | Lee Min-ho      | Legend of the Blue Sea                            |
| 2016 | Jun Ji-hyun     | Legend of the Blue Sea                            |
| 2016 | Seo Hyun-jin    | Romantic Doctor, Teacher Kim                      |
| 2016 | Han Suk-kyu     | Romantic Doctor, Teacher Kim                      |

## Prêmios da Juventude

### Melhor Ator Jovem
| Ano  | Vencedor        | Drama                               |
| ---- | --------------- | ----------------------------------- |
| 1996 | Jung Soo-beom   | The Brothers' River                 |
| 1996 | Ahn Sung-tae    | The Brothers' River                 |
| 1996 | Yook Dong-il    | The Brothers' River                 |
| 1998 | Kim Sung-min    | Soonpoong Clinic                    |
| 2000 | Lee Jung-yoon   | Virtue                              |
| 2001 | Kwon Oh-min     |                                     |
| 2001 | Oh Seung-yoon   |                                     |
| 2002 | Kwak Jung-wook  | Rustic Period                       |
| 2003 | Park Ji-bin     | Perfect Love                        |
| 2004 | Kim Young-chan  | Lovers in Paris                     |
| 2006 | Kim Ji-han      |                                     |
| 2007 | Yoo Seung-ho    | The King and I                      |
| 2007 | Joo Min-soo     | The King and I Surgeon Bong Dal-hee |
| 2008 | Yeo Jin-goo     | Iljimae                             |
| 2009 | Jung Yun-seok   | Temptation of Wife                  |
| 2019 | Yoon Chan-young | Doctor John Everything and Nothing  |
| 2020 | Ahn Ji-ho       | Nobody Knows                        |
| 2021 | Tang Jun-sang   | Racket Boys                         |
| 2022 | Lee Eugene      | Why Her                             |

### Melhor Atriz Jovem
| Ano  | Vencedora     | Drama                        |
| ---- | ------------- | ---------------------------- |
| 1996 | Kwak Se-ryun  | The Brothers' River          |
| 1996 | Kwon Hae-gwan | The Brothers' River          |
| 1998 | Kim Sung-eun  | Soonpoong Clinic             |
| 2000 | Shin Ji-soo   | Virtue                       |
| 2001 | Eun Seo-woo   |                              |
| 2002 | Kim Soo-min   | Affection                    |
| 2003 | Kim Won-mi    | Perfect Love                 |
| 2003 | Park Shin-hye | Stairway to Heaven           |
| 2004 | Bae Na-yeon   | The Land                     |
| 2005 | Byun Joo-yeon | Fashion 70's                 |
| 2005 | Lee Young-yoo | Bad Housewife                |
| 2006 | Nam Ji-hyun   | My Love                      |
| 2007 | Park Bo-young | The King and I               |
| 2008 | Kim Yoo-jung  | Painter of the Wind          |
| 2009 | Kim Su-jung   | Two Wives                    |
| 2017 | Kim Ji-min    | Super Family                 |
| 2018 | Park Si-eun   | Still 17                     |
| 2020 | Kim Hyun-soo  | The Penthouse: War in Life 1 |
| 2021 | Lee Jae-in    | Racket Boys                  |
| 2022 | Kim Min-seo   | The First Responders         |

## Prêmios de Popularidade

### Prêmio de Popularidade dos Internautas
| Ano  | Vencedor(a)     | Drama                                             |
| ---- | --------------- | ------------------------------------------------- |
| 1996 | Jung Chan       | August Bride                                      |
| 1996 | Kim Ji-ho       | August Bride                                      |
| 1996 | Kim Won-hee     |                                                   |
| 1996 | Lee Young-beom  | LA Arirang                                        |
| 1998 | Kim Nam-joo     | Steal My Heart                                    |
| 1998 | Kim So-yeon     | Soonpoong Clinic, Winners, I Love You, I Love You |
| 1998 | Song Seung-heon | Winners                                           |
| 1999 | Cha Tae-hyun    | Happy Together                                    |
| 1999 | Jun Ji-hyun     | Happy Together                                    |
| 1999 | Jung Woong-in   | Eun-shil, Waves                                   |
| 2000 | Cha Tae-hyun    | Juliet's Man                                      |
| 2000 | Chae Rim        | Cheers for Women                                  |
| 2001 | Go Soo          | Piano                                             |
| 2001 | Kim Ha-neul     | Piano                                             |
| 2001 | Park Sun-young  | Wonderful Days                                    |
| 2001 | Yoon Da-hoon    | Guardian Angel                                    |
| 2002 | Jo In-sung      | Shoot for the Stars                               |
| 2002 | Kim Jaewon      | Rival                                             |
| 2002 | Kim Min-hee     | Age of Innocence                                  |
| 2002 | So Yoo-jin      | Rival                                             |
| 2004 | Kim Rae-won     | Love Story in Harvard                             |
| 2004 | Kim Tae-hee     | Love Story in Harvard                             |
| 2005 | Jo In-sung      | Spring Day                                        |
| 2005 | Kim Hyun-joo    | The Land                                          |
| 2006 | Lee Seo-jin     | Lovers                                            |
| 2006 | Park Jin-hee    | Please Come Back, Soon-ae                         |
| 2007 | Park Shin-yang  | War of Money                                      |
| 2007 | Lee Yo-won      | Surgeon Bong Dal-hee                              |
| 2008 | Lee Joon-gi     | Iljimae                                           |
| 2009 | Jang Keun-suk   | You're Beautiful                                  |
| 2010 | Hyun Bin        | Secret Garden                                     |
| 2010 | Ha Ji-won       | Secret Garden                                     |
| 2011 | Lee Min-ho      | City Hunter                                       |
| 2011 | Choi Kang-hee   | Protect the Boss                                  |
| 2012 | Park Yoochun    | Rooftop Prince                                    |
| 2012 | Kim Ha-neul     | A Gentleman's Dignity                             |
| 2013 | Lee Min-ho      | The Heirs                                         |
| 2014 | Kim Soo-hyun    | My Love from the Star                             |
| 2015 | Kim Hyun-joo    | I Have a Lover                                    |

### Prêmio SBSi
| Ano  | Vencedor(a)   | Drama              |
| ---- | ------------- | ------------------ |
| 2000 | Cha Tae-hyun  | Juliet's Man       |
| 2000 | Kim Hee-sun   | Tomato             |
| 2001 | Lee Byung-hun | Beautiful Days     |
| 2001 | Song Hye-kyo  | Guardian Angel     |
| 2002 | Kim Jaewon    | Romance            |
| 2002 | Kim Hyun-joo  | Glass Slippers     |
| 2003 | Kwon Sang-woo | Stairway to Heaven |
| 2003 | Kim Hee-ae    | Perfect Love       |

### Prêmio de Melhor Casal
| Ano  | Vencedores                      | Drama                             |
| ---- | ------------------------------- | --------------------------------- |
| 2007 | Kim Byung-se e Ha Yoo-mi        | My Husband's Wife                 |
| 2007 | Lee Beom-soo e Lee Yo-won       | Surgeon Bong Dal-hee              |
| 2008 | Moon Chae-won e Moon Geun-young | Painter of the Wind               |
| 2009 | Lee Seung-gi e Han Hyo-joo      | Brilliant Legacy                  |
| 2010 | Hyun Bin e Ha Ji-won            | Secret Garden                     |
| 2010 | Joo Sang-wook e Hwang Jung-eum  | Giant                             |
| 2010 | Lee Seung-gi e Shin Min-ah      | My Gilfriend Is a Nine-Tailed Fox |
| 2011 | Ji Sung e Choi Kang-hee         | Protect the Boss                  |
| 2012 | Kim Min-jong e Yoon Jin-yi      | A Gentleman's Dignity             |
| 2012 | Park Yoochun e Han Ji-min       | Rooftop Prince                    |
| 2013 | Lee Min-ho e Park Shin-hye      | The Heirs                         |
| 2014 | Jo In-sung e Gong Hyo-jin       | It's Okay, That's Love            |
| 2014 | Joo Sang-wook e Han Ye-seul     | Birth of a Beauty                 |
| 2014 | Kim Soo-hyun e Jun Ji-hyun      | My Love from the Star             |
| 2014 | Lee Jong-suk e Park Shin-hye    | Pinocchio                         |
| 2015 | Joo Won e Kim Tae-hee           | Yong-pal                          |
| 2015 | Yoo Ah-in e Shin Se-kyung       | Six Flying Dragons                |
| 2015 | Ji Jin-hee e Kim Hyun-joo       | I Have a Lover                    |
| 2016 | Yoo Yeon-seok e Seo Hyun-jin    | Romantic Doctor, Teacher Kim      |
| 2016 | Lee Joon-gi e Lee Ji-eun        | Moon Lovers: Scarlet Heart Ryeo   |
| 2016 | Lee Min-ho e Jun Ji-hyun        | Legend of the Blue Sea            |
| 2017 | Lee Jong-suk e Bae Suzy         | While You Were Sleeping           |
| 2018 | Kam Woo-sung e Kim Sun-ah       | Should We Kiss First?             |
| 2019 | Lee Seung-gi e Bae Suzy         | Vagabond                          |
| 2020 | Kim Min-jae e Park Eun-bin      | Do You Like Brahms?               |
| 2021 | Ahn Hyo-seop e Kim Yoo-jung     | Lovers of the Red Sky             |
| 2022 | Ahn Hyo-seop e Kim Se-jeong     | Business Proposal                 |
| 2022 | Kim Min-kyu e Seol In-ah        | Business Proposal                 |

## Prêmios de Sitcom
| Ano  | Categoria                             | Vencedor(a)    | Drama                   |
| ---- | ------------------------------------- | -------------- | ----------------------- |
| 1998 | Prêmio de Excelência, Ator em Sitcom  | Park Yeong-gyu | Soonpoong Clinic        |
| 1998 | Melhor Ator Revelação em Sitcom       | Choi Chang-min | How Am I                |
| 1998 | Melhor Atriz Revelação em Sitcom      | Song Hye-kyo   | How Am I                |
| 1999 | Grande Prêmio (Daesang) para Sitcom   | Oh Ji-myeong   | Soonpoong Clinic        |
| 2000 | Grande Prêmio (Daesang) para Sitcom   | Park Yeong-gyu | Soonpoong Clinic        |
| 2000 | Prêmio de Excelência, Ator em Sitcom  | Lee Young-beom | Golbangi                |
| 2000 | Prêmio de Excelência, Atriz em Sitcom | Kim Jung-eun   | March                   |
| 2000 | Melhor Ator Revelação em Sitcom       | Jung So-young  |                         |
| 2000 | Melhor Atriz Revelação em Sitcom      | Kim Hyo-jin    | Golbangi                |
| 2000 | Prêmio de Popularidade para Sitcom    | Pyo In-bong    | Soonpoong Clinic        |
| 2000 | Prêmio de Popularidade para Sitcom    | Um Aing-ran    | March                   |
| 2002 | Prêmio de Excelência, Ator em Sitcom  | Kim Byung-se   | Dae Bak Family          |
| 2002 | Prêmio de Excelência, Ator em Sitcom  | Choi Sung-kook | Dae Bak Family          |
| 2002 | Prêmio de Excelência, Atriz em Sitcom | Jo Mi-ryung    | Dae Bak Family          |
| 2002 | Prêmio de Excelência, Atriz em Sitcom | Lee Yoo-jin    | Girls' High School Days |
| 2003 | Prêmio de Excelência, Ator em Sitcom  | Park Jun-gyu   | Apgujeong House         |
| 2003 | Prêmio de Excelência, Atriz em Sitcom | Hong Ri-na     | Honest Living           |
| 2004 | Prêmio de Excelência, Ator em Sitcom  | Baek Yoon-sik  | Apgujeong House         |
| 2004 | Prêmio de Excelência, Atriz em Sitcom | Byun Jung-soo  | You're Not Alone        |

## Prêmios de Variedades
| Ano  | Categoria                     | Vencedor(a)                   | Programa                 |
| ---- | ----------------------------- | ----------------------------- | ------------------------ |
| 1998 | Melhor MC                     | Seo Se-won                    | Making a Better World    |
| 1998 | Melhor MC                     | Lee So-ra                     | TV Entertainment Tonight |
| 2001 | Prêmio Especial para MC de TV | Han Seon-gyo                  | Good Morning             |
| 2001 | Prêmio Especial para MC de TV | Jung Eun-ah                   | Good Morning             |
| 2001 | Prêmio Especial para MC de TV | Jang Jung-jin                 | Inkigayo                 |
| 2002 | Prêmio Especial para MC de TV | Lee Kyung-shil, Shin Dong-yup |                          |
| 2003 | Prêmio Especial para MC de TV | Kang Ho-dong                  | Beautiful Sunday         |
| 2003 | Prêmio Especial para MC de TV | Kim Je-dong                   | Ya Shim Man Man          |
| 2004 | Prêmio Especial para MC de TV | Yoo Jae-suk                   |                          |
| 2005 | Prêmio Especial para MC de TV | Kang Ho-dong                  | Ya Shim Man Man          |

## Prêmios de Rádio
| Ano  | Categoria                          | Vencedor(a)    | Programa                          |
| ---- | ---------------------------------- | -------------- | --------------------------------- |
| 2002 | Prêmio Especial para Rádio         | Park Chul      |                                   |
| 2003 | Prêmio de Alta Excelência em Rádio | Lee Sook-young | SBS Power FM                      |
| 2003 | Prêmio de Excelência em Rádio      | Kim Hak-do     | Wawa Show                         |
| 2003 | Prêmio de Excelência em Rádio      | Jeon Young-mi  | Wawa Show                         |
| 2003 | Prêmio de Excelência em Rádio      | Bae Chil-soo   | Wawa Show                         |
| 2004 | Prêmio Especial para Rádio         | Kim Heung-gook | Korean Special Show (SBS Love FM) |
| 2004 | Prêmio Especial para Rádio         | Park Mi-sun    | Korean Special Show (SBS Love FM) |
| 2004 | Prêmio Especial para Rádio         | Park So-hyun   | Love Game (SBS Power FM)          |
| 2005 | Prêmio Especial para Rádio         | Seo Min-jung   | Our Joyful Young Days             |

## Prêmio da Amizade
| Ano  | Vencedor(a)   | Drama                 |
| ---- | ------------- | --------------------- |
| 1996 | Nam Po-dong   | The Brothers' River   |
| 2000 | Son Hyun-joo  | The Thief's Daughter  |
| 2001 | Kim Yong-heon |                       |
| 2002 | Lee Kyeong-ho |                       |
| 2003 | Ra Jae-woong  | Talent Office         |
| 2004 | Ok Seung-il   |                       |
| 2005 | Kim Dong-kyun |                       |
| 2006 | Kim Myung-jin |                       |
| 2007 | Yoo Jung-woo  | Get Karl! Oh Soo-jung |
| 2008 | Do Ki-seok    | Iljimae               |

## Outros Prêmios
| Ano  | Categoria                          | Vencedor(a)/(es) | Drama                               |
| ---- | ---------------------------------- | --- | ----------------------------------- |
| 1998 | Melhor Roteirista                  | Heo Sook | Mom's Daughter                      |
| 1998 | Prêmio Especial                    | LA Arirang team |                                     |
| 2002 | Prêmio Especial para Produtor      | Jang Hyung-il |                                     |
| 2006 | Conquista na Produção              | Lee Ho-yeon (DSP Entertainment) | Yeon Gaesomun, My Girl              |
| 2007 | Conquista na Produção              | Shin Hyun-tak (Samhwa Networks) |                                     |
| 2008 | Conquista na Produção              | Go Dae-hwa |                                     |
| 2010 | Prêmio de Drama Humano             | — | Definitely Neighbors                |
| 2010 | Prêmio Drama de Fronteira          | — | Dr. Champ                           |
| 2010 | Prêmio de Drama Mais Popular       | — | Secret Garden                       |
| 2010 | Drama do Ano                       | — | Giant                               |
| 2016 | Prêmio de Estrela Hallyu           | Lee Joon-gi | Moon Lovers: Scarlet Heart Ryeo     |
| 2017 | Drama do Ano                       | — | Innocent Defendant                  |
| 2017 | Personagem do Ano                  | Um Ki-joon | Innocent Defendant                  |
| 2018 | Melhor Imagem                      | — | Where Stars Land                    |
| 2018 | Melhor Personagem                  | Shin Sung-rok, Bong Tae-gyu, Park Ki-woong, Yoon Jong-hoon                                                                                               | Return                              |
| 2019 | Prêmio de Conteúdo Hallyu          | — | Vagabond                            |
| 2019 | Prêmio Wavve                       | — | The Fiery Priest                    |
| 2019 | Melhor Equipe de Apoio             | — | The Fiery Priest                    |
| 2019 | Prêmio de Melhor Personagem, Ator  | Jung Moon-sung | Haechi                              |
| 2019 | Prêmio de Melhor Personagem, Atriz | Pyo Ye-jin | VIP                                 |
| 2020 | Melhor Equipe de Apoio             | — | Hot Stove League                    |
| 2020 | Prêmio de Melhor Personagem, Ator  | Oh Jung-se | Hot Stove League                    |
| 2020 | Prêmio de Melhor Personagem, Atriz | Choi Kang-hee | Good Casting                        |
| 2021 | Melhor Equipe de Apoio             | Kim Min-ki, Lee Ji-won, Jung Min-seong, Kim Kang-hoon, Cha Mi-kyung e Shin Cheol-jin                                                                     | Racket Boys                         |
| 2021 | Prêmio de Melhor Personagem, Ator  | Kwak Si-yang | Lovers of the Red Sky               |
| 2021 | Prêmio de Melhor Personagem, Atriz | Oh Na-ra | Racket Boys                         |
| 2021 | Prêmio Ladrão de Cena              | Shim So-young | Taxi Driver                         |
| 2021 | Prêmio Lifetime Achievement        | Kim Soon-ok | The Penthouse: War in Life 1, 2 e 3 |
| 2022 | Melhor Equipe de Apoio             | Bae In-hyuk, Han Ji-hyun, Jang Gyu-ri, Kim Hyun-jin, Ryu Hyun-kyung, Yang Dong-geun, Kim Shin-bi, Lee Eun-saem, Lee Jung-jun, Han Soo-ah e Hyun Woo-seok | Cheer Up                            |
| 2022 | Melhor Performance                 | Lee Chung-ah | One Dollar Lawyer                   |
| 2022 | Prêmio Ladrão de Cena              | Im Chul-soo | Today's Webtoon                     |
| 2022 | Prêmio Ladrão de Cena              | Kim Ja-Young | One Dollar Lawyer                   |
| 2022 | Prêmio Ladrão de Cena              | Nam Mi-jung | Woori the Virgin                    |

## Prêmio de Conquista
| Ano  | Vencedor(a)     | Drama                                                         |
| ---- | --------------- | ------------------------------------------------------------- |
| 1996 | Jang Min-ho     |                                                               |
| 1998 | Oh Ji-myeong    | Soonpoong Clinic                                              |
| 2000 | Lee Soon-jae    | I Want to Keep Seeing You, The Aspen Tree                     |
| 2001 | Shin Goo        | Why Can't We Stop Them                                        |
| 2002 | Im Dong-jin     | Dae Bak Family                                                |
| 2003 | Park Won-sook   | Miss Kim's Million Dollar Quest, My 19 Year Old Sister-in-Law |
| 2004 | Im Hyun-sik     | Little Women                                                  |
| 2005 | Kim Mu-saeng    |                                                               |
| 2006 | Lee Kyeong-ho   |                                                               |
| 2007 | Shin Goo        | The King and I                                                |
| 2008 | Moon Young-nam  | First Wives' Club                                             |
| 2009 | Ban Hyo-jung    | Brilliant Legacy                                              |
| 2010 | Park Geun-hyung | Daemul                                                        |
| 2011 | Kim Young-ok    | Protect the Boss                                              |
| 2012 | Kim Eun-sook    | A Gentleman's Dignity                                         |
| 2013 | Kim Soo-mi      | Incarnation of Money                                          |
| 2014 | Kim Ja-ok       |                                                               |
| 2015 | Lee Deok-hwa    |                                                               |
| 2016 | Jang Yong       | Our Gap-soon                                                  |

## Anfitriões
| N° | Ano  | Anfitriões                                      |
| -- | ---- | ----------------------------------------------- |
| 1  | 1993 |                                                 |
| 2  | 1994 |                                                 |
| 3  | 1995 |                                                 |
| 4  | 1996 |                                                 |
| 5  | 1997 | —                                               |
| 6  | 1998 |                                                 |
| 7  | 1999 |                                                 |
| 8  | 2000 |                                                 |
| 9  | 2001 |                                                 |
| 10 | 2002 | Yoo Jung-hyun, Song Yun-ah                      |
| 11 | 2003 | Yoo Jung-hyun, Song Yun-ah                      |
| 12 | 2004 | Park Soo-hong, Lee Hyori                        |
| 13 | 2005 | Park Sang-won e Kim Hyun-joo                    |
| 14 | 2006 | Yoo Jung-hyun, Lee Hoon e Lee Da-hae            |
| 15 | 2007 | Kim Yong-man, Ha Hee-ra e Ku Hye-sun            |
| 16 | 2008 | Ryu Si-won e Han Ye-seul                        |
| 17 | 2009 | Jang Keun-suk, Moon Geun-young e Park Sun-young |
| 18 | 2010 | Lee Beom-soo, Park Jin-hee e Lee Soo-kyung      |
| 19 | 2011 | Ji Sung e Choi Kang-hee                         |
| 20 | 2012 | Lee Dong-wook e Jung Ryeo-won                   |
| 21 | 2013 | Lee Hwi-jae Lee Bo-young e Kim Woo-bin          |
| 22 | 2014 | Lee Hwi-jae, Park Shin-hye e Park Seo-joon      |
| 23 | 2015 | Lee Hwi-jae, Lim Ji-yeon e Yoo Jun-sang         |
| 24 | 2016 | Lee Hwi-jae, Jang Keun-suk e Bang Min-ah        |
| 25 | 2017 | Shin Dong-yup e Lee Bo-young                    |
| 26 | 2018 | Shin Dong-yup, Shin Hye-sun e Lee Je-hoon       |
| 27 | 2019 | Shin Dong-yup e Jang Na-ra                      |
| 28 | 2020 | Shin Dong-yup e Kim Yoo-jung                    |
| 29 | 2021 | Shin Dong-yup e Kim Yoo-jung                    |
| 30 | 2022 | Shin Dong-yup, Ahn Hyo-seop e Kim Se-jeong      |

## Recordes
- Maior número de vitórias no Daesang:
  - Park Shin-yang (2) – Lovers in Paris (2004), War of Money (2007)
  - Han Suk-kyu (2) – Deep Rooted Tree (2011), Romantic Doctor, Teacher Kim (2016)
  - Kim Nam-gil (2) – The Fiery Priest (2019), Through the Darkness (2022)
- Vencedor mais jovem no Daesang: Moon Geun-young (21 anos) – Painter of the Wind (2008)